# Terremoto di Istanbul del 1894
Il terremoto di Istanbul del 1894 (in turco 1894 Büyük İstanbul Depremi) si verificò nel bacino di Çınarcık o nel golfo di İzmit nel Mar di Marmara il 10 luglio 1894 alle 12:24. L'epicentro è stato stimato a 40.73°N e 29.25°E. Il terremoto ebbe una magnitudo superficiale Ms pari a 7.0. Almeno 1.349 persone vennero uccise nelle città intorno al golfo di Izmit come Yalova, Sapanca e Adapazar e nella vicina città di Istanbul. Lo shock principale causò uno tsunami di 1,5 metri di altezza.

## Geologia

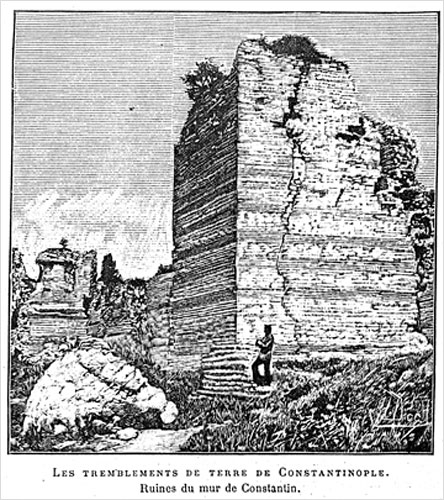
Una xilografia del 1894 che mostra i danni subiti dalle Mura di Costantino, a Istanbul, dopo il terremoto del 10 luglio 1894. Stampata originariamente in Science Illustré, 25 agosto 1894, p 193

Il Mar di Marmara è un bacino a pull-apart formato in corrispondenza di una curva estensionale nella faglia nord anatolica, la quale è una faglia a scorrimento orizzontale laterale destro. Questa zona di estensione locale si verifica quando questo confine trasforme tra la placca anatolica e la placca eurasiatica a ovest di İzmit si sposta verso nord dalla faglia di Izmit fino alla faglia di Ganos. Lo schema delle faglie all'interno del bacino del Mar di Marmara è complesso, ma vicino a Istanbul c'è un unico segmento di faglia principale con una curva acuta. Mentre a ovest la faglia segue la direzione ovest-est ed è di tipo puramente a scorrimento orizzontale, a est la faglia segue una tendenza NW-SE e sembra mostrare sia un movimento normale che uno a scorrimento orizzontale. Il movimento lungo la sezione della faglia nel golfo di Izmit, che delimita il bacino di Çınarcık, è la causa più probabile dell'evento del 1894. Altre possibili cause sono il movimento sul segmento delle isole dei Principi della faglia (ad ovest del golfo di Izmit), e il movimento su una faglia normale nel bacino di Çinarcik, separata dalla faglia nord anatolica.

## Danni e vittime
Si stima che il terremoto abbia generato scosse con un'intensità Mercalli modificata pari a 9 a Sapanca, 8,5 a Yalova e 8 ad Adapazarı, Büyükçekmece, Gebze, Kartal, Küçükçekmece e sulle isole dei Principi. Il terremoto uccise 990 persone nell'area di Yalova e Sapanca, 83 ad Adapazar e 276 a Istanbul.